# Little River (dopływ Hunters Lake)
Little River (do 7 maja 1976 Kittle River) – rzeka (river) w kanadyjskiej prowincji Nowa Szkocja, w hrabstwie Pictou, płynąca w kierunku południowo-wschodnim i uchodząca do jeziora Hunters Lake; nazwa Kittle River urzędowo zatwierdzona 5 listopada 1953.